# Басейн Азовського моря
Басейн Азовського моря — один із менших водозбірних басейнів, розташований на межі Європи та Азії, що є частиною басейну Атлантичного океану. Басейн охоплює території, з яких вода надходить до Азовського моря безпосередньо або через його притоки. Межі басейну визначаються вододілами, що відокремлюють його від сусідніх басейнів. На півдні та заході межує з басейном Чорного моря, а на півночі та сході — з безстічним басейном Каспійського моря. Найвищою точкою басейну є гора Ельбрус на Кавказі, яка має висоту 5642 м.

## Суббасейн
| басейн            | площа, км² | найвища точка               | висота над рівнем моря м | русло річки | річковий стік в гирлі м³/с |
| ----------------- | ---------- | --------------------------- | ------------------------ | ----------- | -------------------------- |
| Басейн Дону       | 422 000    | Середньоросійська височина  | 293                      | Дон         | 3800                       |
| Басейн Кубані     | 57 900     | Ельбрус                     | 5642                     | Кубань      | 425                        |
| Басейн Єї         | 8650       | Схили Каваказьких гір       | 200-500                  | Єя          | 2,5                        |
| Басейн Міусу      | 6680       | Могила-Мечетна              | 367                      | Міус        | 12,1                       |
| Басейн Бейсуга    | 5190       | Кубано-Приазовська низовина | 50-150                   | Бейсуг      | ...                        |
| Басейн Кальміусу  | 5070       | Бельмак-Могила              | 324                      | Кальміус    | ...                        |
| Басейн Кагальника | 5040       | Бельмак-Могила              | 324                      | Кагальник   | ...                        |
| Басейн Салгиру    | 3750       | Роман-Кош                   | 1545                     | Салгир      | 2,27                       |
| Басейн Молочної   | 3450       | Бельмак-Могила              | 324                      | Молочна     | 2,1                        |